# Leinster
Leinster (wym. [ˈlɛnstər]; irl. Laighin lub Cúige Laighean, wym. [ˈl̪ˠaːjɪnʲ]) – jedna z czterech prowincji Irlandii. Ludność 2 504 814, stolica Dublin.

## Hrabstwa
1. Carlow
2. Dublin:
  - Dún Laoghaire-Rathdown
  - Fingal
  - Dublin Południowy
3. Kildare
4. Kilkenny
5. Laois
6. Longford
7. Louth
8. Meath
9. Offaly
10. Westmeath
11. Wexford
12. Wicklow